# 松平家清
松平家清（日语：／ Matsudaira Iekiyo，1566年—1611年2月3日）是日本安土桃山時代至江戶時代初期的武將、大名。德川氏家臣。三河吉田藩初代藩主。竹谷松平家當主。父親是松平清宗。

## 生平
在永祿9年（1566年）出生，家中長男。以竹谷松平家武將的身份仕於德川家康，在元服時，拜領祖父以來的通字（「清」字）和家康下賜的「家」字，改名為家清。天正18年（1590年），在家康移封至關東地方時，因為以往的功績而被賜予武藏國兒玉郡八幡山1萬石所領，並成為雉岡城城主。在前往領國的途中，正室天桂院誕下女兒，不過在不久後夭折。
慶長5年（1600年），在關原之戰中負責守備尾張國清洲城。戰後，因為這次功績而被家康賜予三河吉田3萬石所領，成為初代藩主。在慶長15年12月21日（1611年2月3日）死去。享年45歲。法號是葉雲全霜清寶院。墓所在愛知縣蒲郡市的全榮寺（後來改稱為龍台山天桂院）。繼承人是嫡男忠清。